# Calogero Giuliano
Calogero Giuliano, narozený v roce 1955, je italský umělec, malíř, kreslíř a keramik, mezinárodně uznávaný za svou malířskou, kreslířskou a keramickou tvorbu.
Narodil se na Sicílii a vyvinul expresivní styl, který se vyznačuje širokými gesty, materiálními figurativními malířskými plochami a integrací keramických prvků. Jeho díla, vystavená ve světoznámých muzeích a galeriích ve městech, jako je Paříž, New York a Tokio, propojují témata jako paměť, identita a čas a ukazují neustálé hledání mezi středomořskou tradicí a současným jazykem. Technika se pohybuje od kresby až po plnokrevnou práci se štětcem, přičemž keramické úpravy rozšiřují obrazový materiál. Podle autorovy sebereflexe je jeho umění totalizujícím jazykem, který spojuje gesto, materiál a barvu napříč disciplinárními hranicemi.